# St. Brigids GAA
St. Brigid's GAA (en irlandais : CLG Naomh Bríd) est un club sportif de l’association athlétique gaélique (GAA) fondé en 1944 et
situé dans la paroisse de Kiltoom dans le sud du Comté de Roscommon en Irlande, il pratique le football gaélique et le hurling. 
Le 17 mars 2013, à Croke Park, St. Brigid's remporte le All Ireland des clubs pour la première fois de son histoire en battant les Ballymun Kickhams GAA en finale sur le score de 2-11(17) à 2-10(16).

## Football

### Palmarès
- All-Ireland Senior Club Football Championship: 1
  - 2013
- Connacht Senior Club Football Championship: 4
  - 2006, 2010, 2011, 2012
- Roscommon Senior Football Championship: 12
  - 1953, 1958, 1959, 1963, 1969, 1997, 2005, 2006, 2007, 2010, 2011, 2012

## Hurling

### Palmarès

#### Effectif 2013 deSt. Brigids (Roscommon) GAA
| N°  | Nom              | Poste                   | Date de naissance |
| 1   | James Martin     | Gardien de but          |                   |
| 2   | Robbie Kelly     | Arrière droit           |                   |
| 3   | Niall Grehan     | Arrière central         |                   |
| 4   | Peter Domican    | Arrière gauche          |                   |
| 5   | Gearoid Cunniffe | Demi-défensif droit     |                   |
| 6   | Darragh Donnelly | Demi-défensif central   |                   |
| 7   | Ronan Stack      | Demi-défensif gauche    |                   |
| 8   | Garvan Dolan     | Milieu                  |                   |
| 9   | Ian Kilbride     | Milieu                  |                   |
| 10  | Padraig Kelly    | milieu offensif droit   |                   |
| 11  | Damien Kelleher  | Milieu offensif central | 26                |
| 12  | Eoin Sheehy      | Milieu offensif gauche  |                   |
| 13  | Senan Kilbride   | Ailier droit            |                   |
| 14  | Karol Mannion    | Avant-centre            |                   |
| 15  | Conor McHugh     | Ailier gauche           |                   |
| rem | Frankie Dolan    |                         |                   |
| rem | Cormac Sheehy    |                         |                   |
| rem | Darragh Sheehy   |                         |                   |
| rem | Alan McInerney   |                         |                   |
| rem | Richard Blaine   |                         |                   |

#### Dirigeants et staff technique
- Benny O'Brien, (Bainisteoir) Manager-entraineur
- Liam McHale, assistant
- Basil Mannion, sélectionneur